# 大布爾盧克

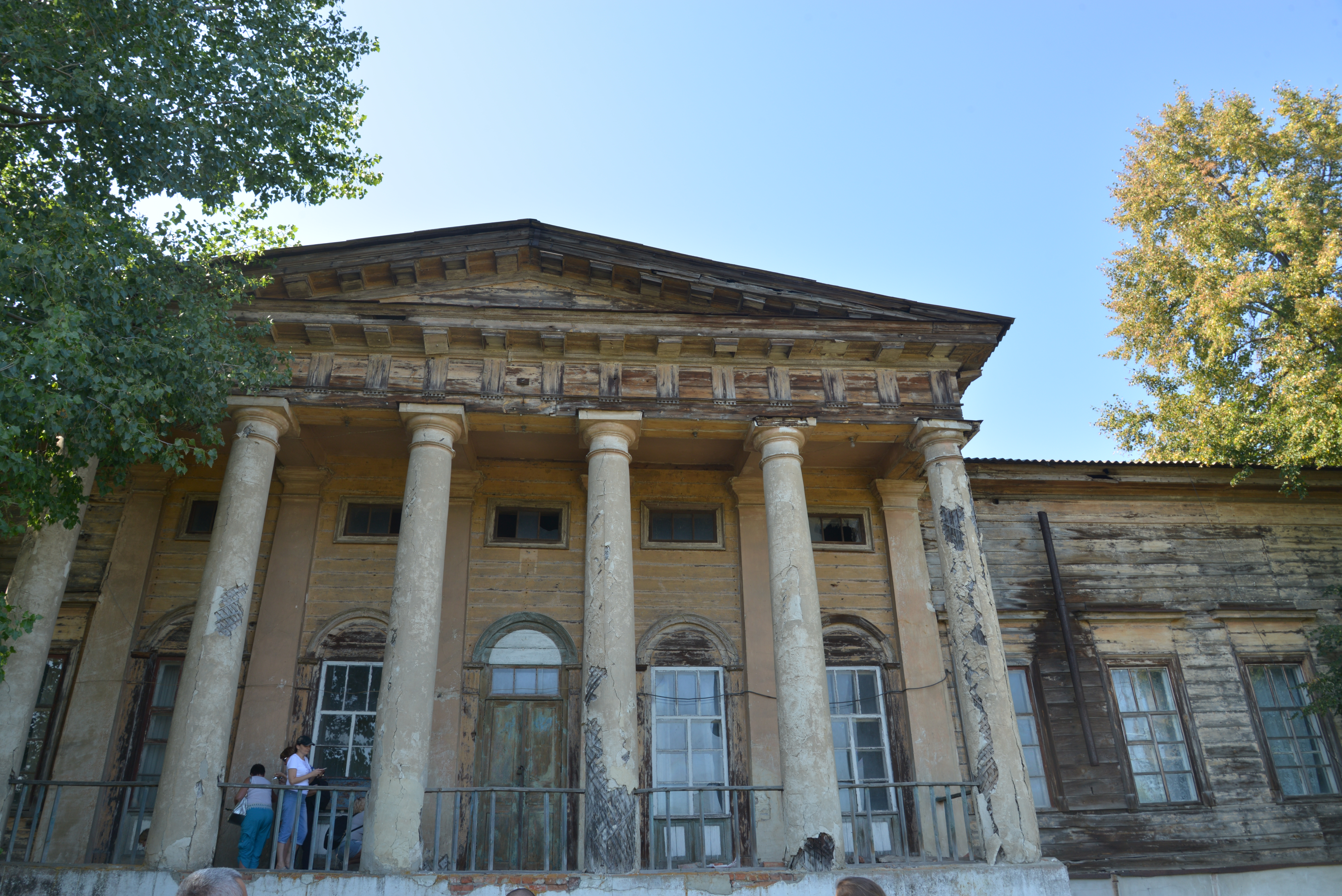

大布爾盧克（羅馬化：Velykyi Burluk）是烏克蘭東部哈爾科夫州庫皮揚斯克區大布尔卢克市镇内的市級鎮及该市镇的行政中心。始建於1656年，面積3.43平方公里，海拔高度173米，2013年人口4,673，人口密度每平方公里1,362.39人。

## 历史

### 乌俄战争
在乌俄战争中，由于离俄罗斯边境相当近且有親俄人士协助，當地于俄罗斯全面入侵首日(2022年2月24日)即被俄羅斯佔領。协助俄军占领该地的親俄人士於7月遭游击队的炸弹击毙。
该地此后成为俄军北部轴线上的重要后勤补给节点。但入侵该地的俄罗斯军队后于同年9月的乌军反攻中溃散。2022年9月11日，乌克兰武装部队未经激烈战斗便收復了该市镇。